# Walter Leslie († 1382)
Sir Walter Leslie (auch Lesley, * um 1320; † 27. Februar 1382 in Perth) war ein schottischer Adeliger und einer der herausragenden Ritter seiner Zeit. Durch seine Ehe stand ihm iure uxoris auch der Titel des Earl of Ross zu.

## Leben
Sein Vater war ein jüngerer Sohn des Sir Andrew Leslie of that Ilk († 1324), seine Mutter war Mary Abernathy.
In seinen jüngeren Jahren wurden ihm einige Turniersiege zugeschrieben, und er soll sich im Kampf gegen die Sarazenen mehrfach ausgezeichnet haben. Urkundlich belegt ist, dass er zusammen mit seinem älteren Bruder Norman († 1366) am 20. August 1356 einen englischen Passierschein erhielt, um eine Preußenfahrt zur Unterstützung des Deutschen Ordens zu unternehmen. Eine weitere englische Zusicherung für freies Geleit lag für den Oktober 1358 vor. Vermutlich unterstützte er daraufhin die Franzosen im Hundertjährigen Krieg.
Am 14. Oktober 1363 erkannte König David II. ihm für geleistete Dienste eine jährliche Pension von 40 £ zu. Noch im selben Jahr erhielt er von König Eduard III. von England zusammen mit seinem Bruder Norman freies Geleit, um nach dem „Heiligen Land“ zu reisen. Sie reisten über Frankreich und Italien, sie erscheinen als Zeugen eines von den Behörden von Florenz unterzeichneten Abkommens mit der berüchtigten Weiße Kompanie, einer Gruppe englischer Söldner unter Sir John Hawkwood, die im Hundertjährigen Krieg gekämpft hatten und sich nun in Italien verdingten. 1365 hatten Walter und Norman Zypern erreicht, wo sich 1365 Peter I., König von Zypern und Titularkönig von Jerusalem, bei dessen Kreuzzug gegen Alexandria anschlossen. Die ägyptische Stadt wurde am 9. Oktober 1365 erobert und geplündert.
Walter kehrte 1366 nach Schottland zurück und wurde von König David II. herzlich empfangen. Aufgrund seiner früheren Erfolge war er bereits ein königlicher Favorit. In Anerkennung seiner neuesten Heldentaten als Kreuzfahrer vermittelte der König ihm die Eheschließung mit der damals erst 11-jährigen Euphemia, der designierten Erbin des Uilleam, 5. Earl of Ross, den David dazu zwang, die Ehe zuzulassen. Die Hochzeit fand spätestens am 13. September 1366 statt, der päpstliche Dispens hierzu wurde am 24. November 1366 erteilt.
In den folgenden Jahren war er sowohl in Schottland als auch im Ausland unterwegs. Zwischen 1366 und 1370 bezeugte er für David II. einige königliche Urkunden, danach unterstützte er die französischen Truppen im Kampf gegen englische Armeen. In der Schlacht von Pontvallain am 4. Dezember 1370 leistete er so überragende Dienste, dass ihm der französische König Karl V. eine jährliche Pension von 200 Goldfrancs zuerkannte.
Nach dem Tod seines Schwiegervaters 1372 nahm er dessen Ländereien in Ross in Besitz. Aus dem Recht seiner Gattin stand ihm auch der Titel des Earl of Ross zu. Trotzdem nannte er sich selbst aus unklaren Gründen in Urkunden zu jener Zeit nicht „Comes“ oder „Earl“, sondern nur „Dominus de Ross“ oder „Lord of Ross“.
Er starb am 27. Februar 1382 in Perth. Aus seiner Ehe mit Euphemia hinterließ er zwei Kinder:
- Alexander Leslie, 7. Earl of Ross († 1402);
- Mary Leslie, 9. Countess of Ross († 1435) ⚭ Donald MacDonald, Lord of the Isles († 1423).